# 虎丘区
虎丘区是中国江苏省苏州市所辖的一个市辖区，总面积为258平方公里，苏州高新技术产业开发区位于辖区内，与虎丘区政府机构合署办公。但區名的來源虎丘山风景名胜区並非位於本區，而是位於相鄰的姑蘇區內。區人民政府駐 東渚街道科普路58號。

## 地理
虎丘区地势西高东低，吴淞标高4.88m-5.38m，土质粘性，地耐力强，地质稳定。属亚热带季风海洋性气候，春秋短，冬夏长，四季分明，全年气候温和湿润，年平均温度17.7摄氏度。

## 历史
苏州市虎丘区始建于1951年，当时称郊区，由吴县划出城东、城西两区组成，2000年9月8日被批准改名为虎丘区，下辖横塘、虎丘、浒墅关3个镇和白洋湾街道、浒墅关经济开发区。2002年9月，苏州市委、市政府对新区、虎丘区、相城区、吴中区等进行了区划调整，将虎丘区虎丘镇和白洋湾街道以及横塘镇的部分村划出，由相城区和吴中区划入通安镇和东渚镇、镇湖街道，建立苏州高新区、虎丘区。

## 政治

### 现任领导
| 机构     | · 中国共产党 · 虎丘区委员会 · 书记 | 虎丘区人民代表大会 常务委员会 主任 | 虎丘区人民政府 区长 | · 中国人民政治协商会议 · 虎丘区委员会 · 主席 |
| -------- | ---------------------------------- | ---------------------------------- | ------------------- | -------------------------------------------- |
| 姓名     |                                    | 高晓东                             | 宋长宝              |                                              |
| 民族     |                                    | 汉族                               | 汉族                |                                              |
| 籍贯     |                                    |                                    |                     |                                              |
| 出生日期 |                                    |                                    |                     |                                              |
| 就任日期 |                                    |                                    |                     |                                              |

### 行政区划
虎丘区下辖5个街道办事处、2个镇：
横塘街道、狮山街道、枫桥街道、镇湖街道、东渚街道、浒墅关镇、通安镇、高新区浒墅关开发分区、苏州高新技术创业服务中心、苏州科技城和苏州高新区综合保税区。

## 人口
根据第七次全国人口普查数据显示，截至2020年11月1日零时，虎丘区常住人口为832499人。

## 交通

### 干线道路
- 312国道
- 苏台高速
- 江苏省省道230

### 铁路
- 京沪铁路

### 地铁
- 苏州轨道交通1号线
- 苏州轨道交通3号线
- 苏州轨道交通5号线

## 经济
2021年，苏州高新区全年实现地区生产总值1675.8亿元，可比价同比增长10.1%。

## 教育

### 本科院校
- 苏州科技大学

### 专科院校
- 苏州经贸职业技术学院
- 苏州卫生职业技术学院
- 苏州技师学院
- 苏州高博软件技术职业学院

## 文化事业
境内拥有国家一级图书馆苏州高新区图书馆。

## 医疗
境内拥有苏州大学第二附属医院浒关院区，中日友好门诊开诊。

## 风景名胜
- 虎丘山风景名胜区
- 苏州云岩寺塔
- 苏州太湖国家湿地公园